# Consell Àrtic
El Consell Àrtic és un fòrum internacional d'alt nivell que tracta temes de l'Àrtida i els seus pobles indígenes. Es va fundar l'any 1996 i en són membres Canadà, Rússia, Noruega, Dinamarca, Islàndia, Estats Units, Suècia i Finlàndia. El secretariat està localitzat a Tromso (Noruega). El Consell Àrtic ha portat a terme diversos estudis sobre el canvi climàtic, petroli i gas i navegació àrtica. Amb el canvi climàtic va començar a tindre importància política a nivell internacional perdent el seu caràcter solament simbòlic.
Els temes que no tracten són: assumptes militars, de seguretat i de pesca.

## Estatus d'observadors
La regla 36 permet a qualsevol organització (governamental i no governamental) tindre l'estatus d'observador sempre que complisca el criteri de contribuir al treball del Consell.
La Unió Europea tractà de sol·licitar en bloc l'entrada sent el 2013 bloquejada la seua admissió. Alguns creien que el Canadà fou qui votà en contra.
L'interès de la Xina és purament comercial.
Els estats observadors són:
- Alemanya (1998-)
- Països Baixos (1998-)
- Polònia (1998-)
- Escòcia (1998-)[8][9]
- França (2000-)[10]
- Espanya (2006-)[3]
- Xina (2013-)
- Japó (2013-
- Corea del Sud (2013-)
- Índia (2013-)
- Singapur (2013-)
- Itàlia (2013-)[7]
- Suïssa (2017-)[11]